# ニコラエ・バルチェスク
ニコラエ・バルチェスク（羅：Nicolae Bălcescu、1819年6月29日 – 1852年11月29日）は、ルーマニアの軍人、歴史家、ジャーナリスト。1848年のワラキア革命の指導者として知られる。

## 生涯
1819年6月29日にブカレストで下級貴族に生まれる。父の姓であるペトレスクの代わりに母の旧姓バルチェスクを名乗った。母は元々、アルジェシュ郡出身であった。兄弟にはコスタッシュ、バルブ、セバスタ、マルギオアラがあり、父は1824年に亡くなった。
ムンテニアの首都の名門であるセントサバ大学を経て、未亡人の母の負担を減らしたいという気持ちと愛国心から、17歳で新しく作られた国軍の騎兵隊に入隊し、ジュニパーの位を授かった。軍隊にいる間も勉強を続け、大砲と軍事史への生涯にわたる関心を深めた。

### ワラキア革命
1840年にはディミトリー・フィリペスクが率いる革命運動に関わり始めた。バルチェスクは、「地域社会の平和を乱した」として逮捕され、有罪判決を受けた。マルギネーニ刑務所の環境は悲惨で、バルチェスクは結核になり、10年後には致命的な病気に発展した。
刑務所からイオン・ギカ、クリスチャン・テル、チェーザル・ボリアックと共に釈放されたバルチェスクは、パソプティスト革命の組織化において主要な役割を果たした秘密のフリーメイソンの「ブラザーフッド」の基礎を築いた。
バルチェスクは、ワラキア革命を引き起こす上で主導的な役割を果たした。彼は、イスラズ宣言の第13条（農民の所有権）の導入と実施を主張した。革命の間、バルチェスクは最初に外務大臣に任命され、その後は臨時政府の4人の書記の1人に任命された。革命政府の短期間で、彼は激しい広報活動を行い、プロパガンダ委員の問題に対処し、革命を認めてもらうためにコンスタンティノープルへの外交訪問を行った。ルーマニアとハンガリーの交渉で主要な役割を果たし、両国を妥協させることに成功した。

### 亡命と晩年
オスマン帝国軍の介入は革命に終止符を打ち、バルチェスクは永遠に亡命の道を歩むことを余儀なくさた。最初はパリの近くに住み、そこで「ミハイ勇敢公配下のルーマニア人」（Românii supt Mihai Voevod-Viteazul）を書いた。 パリとロンドンでは、ルーマニア公国の支持を得ようと活動していた。抑圧された人々の共通の革命的な前線を作るための秘密の行動に参加した。
1852年に重病で国に戻ろうとした。ボートでニコポリスに到着したが、ギリシャへの入国を拒否された。家族との再会と穏やかな気候を求めてイタリア南部に向かった。両シチリア王国パレルモに到着してから1ヶ月後の1852年11月29日、バルチェスクはアラトリナクリアホテルの部屋で亡くなった。バルチェスクの遺体はカプチン修道院の墓地に埋葬された。